# Kalofer
Kalofer (Bulgaars: Калофер) is een kleine stad in Bulgarije in de oblast Plovdiv.

## Ligging
Kalofer ligt aan de voet van de zuidelijke hellingen van Balkan. Kalofer ligt 17 km ten westen van Karlovo, 22 km ten oosten van Sopot, 66 km ten noordoosten van Plovdiv, 228 km ten noordwesten van Boergas, 334 km ten zuidwesten van Varna en 159 km ten zuidoosten van de hoofdstad Sofia.

## Bevolking
In de eerste volkstelling van 1934 registreerde de stad Kalofer 3.679 inwoners. Dit nam toe tot een hoogtepunt van 5.623 personen in 1965. Sindsdien daalt het inwonersaantal. Op 31 december 2019 telde Kalofer 2.695 inwoners.
Van de 3.103 inwoners reageerden er 2.854 op de optionele volkstelling van 2011. Van deze 2.854 respondenten identificeerden 2.802 personen zichzelf als etnische Bulgaren (98,2%), gevolgd door 43 etnische Roma (1,5%), terwijl de rest van de respondenten ondefinieerbaar was.
Van de 3.103 inwoners in februari 2011 werden geteld, waren er 329 jonger dan 15 jaar oud (10,6%), gevolgd door 1.995 personen tussen de 15-64 jaar oud (64,3%) en 779 personen van 65 jaar of ouder (25,1%).

Banja · Begoentsi · Bogdan · Christo Danovo · Dabene · Domljan · Gorni Domljan · Iganovo · Kalofer · Karavelovo · Karlovo · Karnare · Kliment · Klisoera · Koertovo · Marino Pole · Moskovets · Mratsjenik · Pevtsite · Prolom · Rozino · Slatina · Sokolitsa · Stoletovo · Vasil Levski · Vedrare · Vojnjagovo